# ریخته‌گری ثقلی
ریخته‌گری ثقلی (ریژه) (به انگلیسی: Gravity casting) یکی از ریخته‌گری‌هایی است که با قالب دائمی انجام می‌شود. در این نوع ریخته‌گری مذاب فلز با کمک نیروی گرانش زمین و وزن خود به درون قالب هدایت می‌شود.

## فرآیند
قالب قبل از ریژه ریزی (بارریزی)، معمولاً گرم می‌شود و برای تولید قطعات ریختگی مرغوب همواره بایستی درجه حرارت قالب را کنترل نمود تا در ویسکوزیته مذاب تأثیر مخرب نداشته باشد. چگونگی خروج قطعه ریختگی از داخل قالب مهم می‌باشد. در قطعات ماهیچه‌دار، باید ماهیچه فلزی به سرعت از داخل قالب بیرون کشیده شود، در غیر اینصورت نیروی انقباض حاصل از انجماد مذاب به حدی خواهد بود که امکان خروج ماهیچه فلزی را غیرممکن می‌سازد بدین ترتیب در اغلب موارد به جای استفاده از ماهیچه فلزی از ماهیچه‌های ماسه‌ای یا گچی استفاده می‌شود که می‌توان آن را یک روش نیمه دائمی محسوب کرد.
قالب ریژه از نوع قالب دائمی می‌باشد که برای تهیهٔ تعداد زیادی قطعهٔ یکسان به‌طور مکرر و پشت سر هم مورد استفاده قرار می‌گیرد. جنس این قالب‌ها معمولاً با توجه به درجه حرارت بارریزی مذاب، اندازهٔ قطعه ریختگی، تعداد قطعات ریختگی در هر قالب و قیمت مواد قالب انتخاب می‌گردد و معمولاً از چدن خاکستری، فولاد و برنز ساخته می‌شوند. نحوه پر شدن قالب‌های ریژه براساس نیروی وزن مذاب می‌باشد. این قالب‌ها عموماً برای تولید انبوه از طریق قالب سازی تهیه می‌گردند ولی برای تولید کم و پایین آوردن هزینه قالب سازی، این قالب را به روش ریخته‌گری ساخته و سپس به منظور دستیابی به ابعاد نهایی روی آن‌ها ماشین کاری و پرداختکاری انجام می‌شود. قالب‌های ریژه معمولاً دو یا چند تکه بوده و به وسیله پیچ، گیره، اهرم و … به هم جفت می‌شوند.
بعد از اتمام عملیات قالب‌گیری، قطعهٔ تولید شده باید سرد شود که سرعت سرد شدن آن بستگی به ضخامت قطعه و روشی که برای خنک کردن انتخاب شده‌است، دارد. ابزار شکل دهنده محصول که قالب نامیده می‌شود به روش دستی یا با استفاده از سیستم‌های هیدرولیکی و پنوماتیکی انجام می‌شود.

## مزایای ریخته‌گری در قالب‌های ریژه
- افزایش سرعت تولید قطعه
- قطعات یکنواخت می‌توانند مکرراً و به دفعات تولید شوند
- تیراژ بیشتر
- دقت ابعادی خوب
- قطعات تولید شده به این روش دارای کیفیت متالوژریکی بالا هستند.
- قطعات تولیدی با این روش، کمترین عیوب ریخته‌گری را دارند و همچنین دارای استحکام و خواص فیزیکی و مکانیکی مطلوبی هستند.
- شرایط بسیار مناسب برای محیط زیست
- کم هزینه
- برخورداربی از دقت بالا به دلیل ثابت بودن ابعاد و زوایای هندسی قالب
- ریخته‌گری در قالب ریژه، استحکام و خواص فیزیکی و مکانیکی خوبی را برای قطعات پدیدمی‌آورد.

## معایب ریخته‌گری در قالب‌های ریژه
- ریژه‌ریزی برای تعداد کمتر قطعات، صرفه و توجیه اقتصادی ندارد چون هزینه طراحی و ساخت قالب بالاست.
- ریژه‌ریزی فقط برای فلزات و آلیاژهایی نظیر آلومینیوم، روی، چدن خاکستری هیپویوتکتیک به کار می‌رود و تمام فلزات و آلیاژها را نمی‌توان با این روش قالب‌گیری کرد.
- برای افزایش عمر قالب، باید از پوشش‌هایی نظیر سیلیکات سدیم، گل نسوز، اکسیدفلزی و … استفاده کرد.
- در روش ریژه‌ریزی نمی‌توان قطعاتی با اشکال پیچیده تولید کرد چون این روش بر اساس نیروی ثقل و ویسکوزیته مذاب عمل می‌کند.
- تولید قطعات با ابعاد بزرگ تقریباً غیرممکن است چون هزینه زیادی برای ساخت قالب خواهد داشت و این کار به صرفه نیست.

## مراحل
- دو نیمه قالب قبل از جفت شدن پوشش مناسب داده می‌شوند. این عمل برای جلوگیری از شوک‌های حرارتی و تماس مستقیم مذاب و قالب و همچنین افزایش عمر قالب انجام می‌گیرد.
- دو نیمه قالب با هم جفت شده و به وسیله گیره یا پیچ دستی محکم می‌شوند.
- قالب آماده بارریزی (مذاب ریزی) می‌شود. دقت می‌شود که مقدار مذاب متناسب با حجم محفظه قالب (قطعه و سیستم راهگاهی) باشد.
- پس از انجماد مذاب دو نیمه قالب از یکدیگر باز می‌شوند.
- قطعه به وسیله انبر از قالب خارج می‌شود.

## روش‌ها
قالب ریژه به سه روش تولید می‌شود

### روش دستی
که برای تولید قطعات با ضخامت کم و با قطعات با ضخامت زیاد مورد استفاده قرار می‌گیرد و تمام مراحل به صورت دستی و بدون استفاده از دستگاه انجام می‌شود. این روش هنوز کاربردهای زیادی دارد.

### روش نیمه اتوماتیک
برای تولید قطعه در تعداد زیاد استفاده می‌شود و باز و بسته شدن قالب به وسیله سیستم‌های هیدرولیکی یا پنوماتیکی انجام می‌شود. اما قالب به صورت دستی پر می‌شود.

### روش اتوماتیک
در این روش تمام مراحل از جمله ریختن مواد، بستن قالب، انجماد و خارج کردن قطعه به صورت اتوماتیک و با دستگاه انجام می‌شود.

## آلیاژها
در ریخته‌گری قالب ریژه از فلزها و آلیاژهای به خصوصی استفاده به عمل می‌آید که در ذیل به شرح آن می‌پردازیم:

### عنصر آلومینیوم
اگر بخواهیم قطعاتی که تقریباً وزن بین ۳۴۵ – ۷۰ کیلوگرم دارند را به تعداد زیاد تولید کنیم بایستی از آلیاژ آلومینیوم در قالب ریژه استفاده کنیم.

### عنصر منیزیم
از آنجایی که این نوع آلیاژ قابلیت کمی برای ریخته‌گری دارند برای قطعاتی که وزن ۳۰ – ۱۰ کیلوگرم دارند و قصد تولید تعداد بالا از آن را داریم مورد استفاده قرار می‌گیرند.

### عنصر مس
استفاده از آلیاژ مس و برنج در قالب ریژه معمول است. از آنجایی که درجه انجماد آلیاژ مس بالا بوده که در نتیجه سرعت انجماد بالایی خواهد داشت باید به سرعت بعد از ریختن مواد مذاب و انجماد ماهیچه فلزی از قالب بیرون بیاوریم در غیر این صورت به علت انقباضی که رخ می‌دهد موجب گیر کردن ماهیچه در داخل قطعه می‌شود. آلیاژ مس برای تولید انبوه قعاتی که وزن کمتر از ۱۰ کیلوگرم دارند مورد استفاده قرار می‌گیرد.

### عنصر روی
آلیاژ روی بیشتر در روش ریخته‌گری تحت فشار استفاده می‌شود و در روش ریژه به ندرت به کار می‌رود.

### چدن خاکستری
برای تولید تعداد بالایی از قطعات که تقریباً وزن ۱۴ کیلوگرم دارند از چدن خاکستری در روش ریژه استفاده می‌شود.